# Lovisa Wistrand

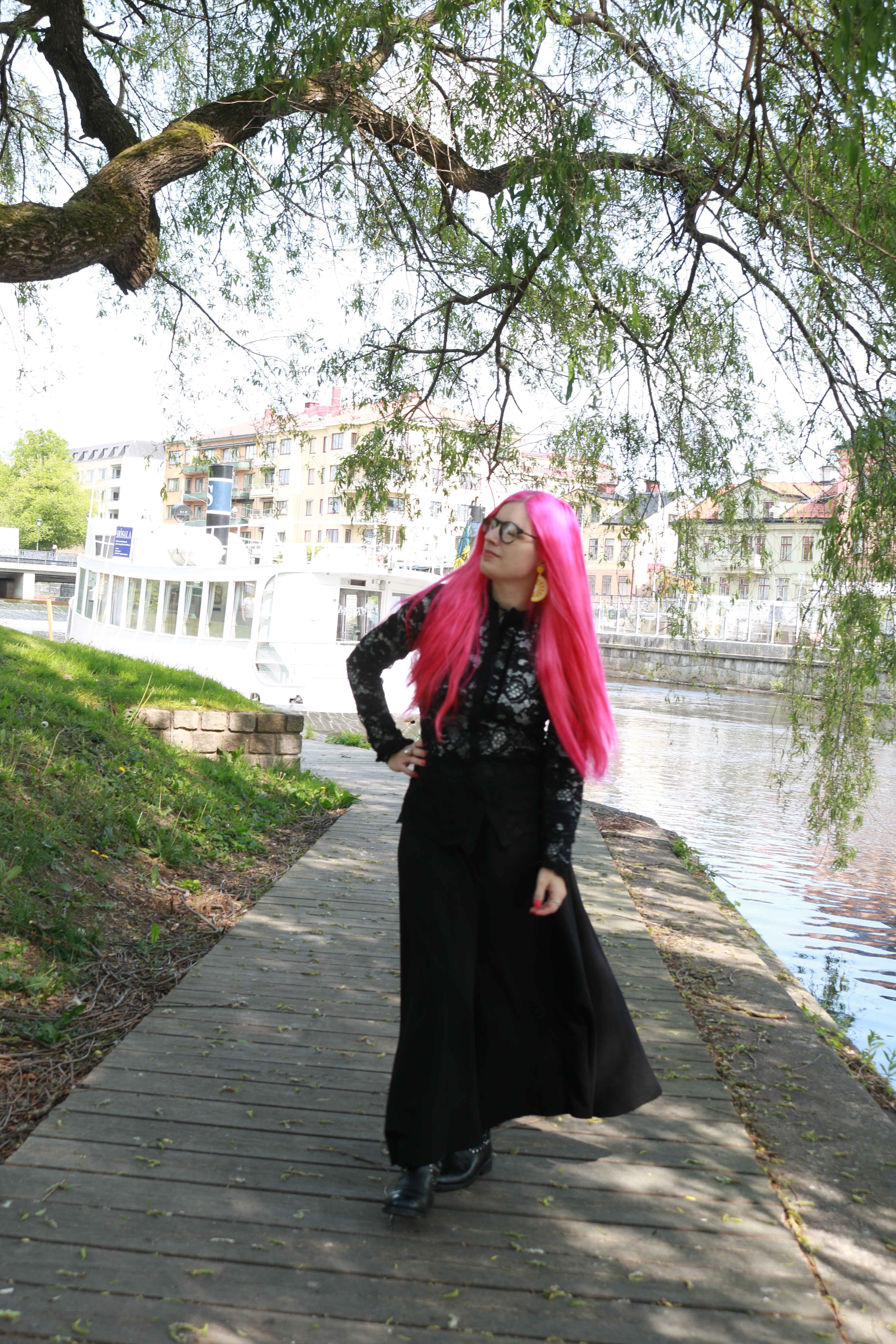
Lovisa Wistrand i Uppsala.

Lovisa Wistrand, född 1991 i Vallentuna, är en svensk författare och företagare. Hon är gift och bor med sin man och sina söner i Uppsala. Hon är en utbildad art director/grafisk formgivare från Forsbergs skola, men arbetar som författare på heltid.
Wistrand är känd för sina många romantasyberättelser. Hon är ett välbekant namn bland de svenska fantasy- och romance-läsarna och hennes böcker har sålts till flera länder.
Wistrands första publicerade roman var Drakviskaren (Whip Media, 2017). Boken är första delen av Alvblodstrilogin, en fantasyserie för vuxna, som nu köpts in av det amerikanska förlaget Grey Eagle Publications som specialiserar sig på romantasygenren. Avtalet innebär att böckerna kommer att publiceras i USA, Frankrike, Tyskland och Italien.
Hon skriver också erotik tillsammans med sin man Åke Qvarfort, bakom namnet Vanessa Salt. De rankas som en av de tio mest lyssnade erotikförfattarna i Sverige.

### Romaner[11]
- Alvblodstrilogin 1: Drakviskaren (Whip Media, 2017)[12]
- Alvblodstrilogin 2: Demonviskaren (Whip Media, 2018)
- Messengerduologin 1: OBS: Flirt (Hoi förlag, 2018)
- Sånger av is och ånga (Nicole Publishing, tillsammans med Åke Qvarfort bakom pseudonymen Vanessa Salt, 2018)[13]
- Equidae (Whip Media, 2018)
- Messengerduologin 2: OBS: Synd (Hoi förlag, 2019)
- Alvblodstrilogin 3: Dödsviskaren (Whip Media, 2019)
- En dans av drottningar tillsammans med Åke Qvarfort bakom pseudonymen Serena Fox (Lusthuset, 2019)
- Netraya (Whip Media, 2020)[14]
- 600 mil till dig (Ordberoende förlag, 2020)[15]
- Älskar att hata dig (Ordberoende förlag, 2021)[16]
- Rovmärkt (Seraf förlag, 2021)
- Vackra, vita lögner (Ordberoende förlag, 2021)
- Ödets kyss (Ordberoende förlag, 2022)
- Havsfödd (Seraf förlag, 2022)
- All inclusive - En eskorts bekännelser tillsammans med Åke Qvarfort bakom pseudonymen Vanessa Salt (LUST, Saga Egmont, 2022)
- Förbjudna platser tillsammans med Åke Qvarfort bakom pseudonymen Vanessa Salt (LUST, Saga Egmont, 2022)
- Riten tillsammans med Åke Qvarfort bakom pseudonymen Serena Fox (Lusthuset, 2022)
- Kyssar i regnskog (Ordberoende förlag, 2023)
- Blodskymning (Seraf förlag, 2023)
- Windermere 1: Hat vid första ögonkastet (Saga Egmont, 2023)[17]
- Windermere 2: Passion eller paria (Saga Egmont, 2023)
- Windermere 3: En natt att glömma (Saga Egmont, 2023)
- Mohrelda 1: Demondottern (Whip Media, 2023)[18]
- Windermere 4: Tjänarinnans hemlighet (Saga Egmont, 2023)
- Windermere 5: Butlern och betjänten (Saga Egmont, 2023)
- Windermere 6: Djävulen bär kravatt (Saga Egmont, 2023)
- Windermere 7: Hur man blir av med en gentleman (Saga Egmont, 2023)
- Windermere 8: En främling om natten (Saga Egmont, 2023)
- Tidlöst begär tillsammans med Åke Qvarfort bakom pseudonymen Vanessa Salt (Lust, 2023)
- Windermere 9: I fiendens famn (Saga Egmont, 2024)
- Windermere 10: Skönheten och rövaren (Saga Egmont, 2024)
- Doppa tårna i ett hav av lögner (Saga Egmont, 2024)
- Stjärnfall av kärlek (Ordberoende förlag, 2025)
- I hjärtat av Amazonas, tillsammans med Åke Qvarfort (Saga Egmont, 2025)
- Midnattstörst, tillsammans med Åke Qvarfort (Saga Egmont, 2025)
- Eldrosor 1: Lågor i natten (Lind & Co, 2025)
- Eldrosor 2: Hisnande hemligheter (Lind & Co, 2025)
- Eldrosor 3: Motvilliga allianser (Lind & Co, 2025)
- Eldrosor 4: Faror från det förflutna (Lind & Co, 2025)
- Fyra nyanser av hetta tillsammans med BJ Hermansson, Maria Brundin och Sara Olsson, Stefan Holm och Jessica Eriksson (Novellix, 2025)[19]
- Windermere 11: Tio orsaker att avsky dig (Saga Egmont, 2025)
- Eldrosor 5: Den svarta ryttaren (Lind & Co, 2025)
- Eldrosor 6: Svidande sanningar (Lind & Co, 2025)
- Eldrosor 7: Lejonets tänder (Lind & Co, 2025)
- Windermere 12: Stolthet och vanföreställningar (Saga Egmont, 2025)

### Noveller i antologier
- "Det som lever i sjön" (Antologin Sjön, Miramir Förlag, 2018)
- "Klagosång" (Antologin Sjön, Miramir Förlag, 2018)
- "Skogstjärnen" (Antologin Sjön, Miramir Förlag, 2018)
- ”Läppar i låga” (Antologin #Älskanoveller: Nyanser av passion, Ordberoende Förlag, 2018)
- "Det börjar och slutar med blod" (Antologin Grimm Special Edition, Sofi Poulsen, 2019)
- "Inlåst" (Antalogin Tjugo sällsamma berättelser jag fann i en garderob, Catoblepas förlag, 2019)
- "Say cheese" i antologin (Antologin Farliga kretsar, Marwa förlag, 2019)
- "Havannas hetta" tillsammans med Åke Qvarfort bakom pseudonymen Vanessa Salt (Antologin   Tabu, Whip Media och Miramir förlag, 2019)
- "Arena av sand” (Antologin De fördömdas bok, Everlasting Publisher, 2019)
- "[1] nytt mejl" (Antologin Under misteln, Ordberoende förlag, 2019)
- "Väsen" (Antologin Stora Dockantologin, Magic Frigren Press, 2019)
- "Under en ny sol" (Antologin Under en ny sol, Everlasting Publisher, 2021)

## Priser och utmärkelser[20]
- Första plats i Fantasykammarens topplista Årets bok, 2023, för romanen ”Blodskymning”
- Första plats i Everlasting Publishers romancetävling, 2023, för novellen ”Kyss mig på Serengeti”
- Första plats i Fantasykammarens topplista Årets bok, 2022, för romanen ”Havsfödd”
- Första plats i Fantasykammarens topplista Årets bok, 2021, för romanen ”Rovmärkt”
- Andra plats i Fantasykammarens topplista Årets bok, 2020, för romanen ”Netraya”
- Första plats i Historiska museets skräcknovelltävling, 2016, för novellen ”Glöm inte bort att andas”[21]